# Morsjansk
Morsjansk (Russisch: Моршанск) is een stad in het centrum van Europees Rusland. De stad met zo'n 41.000 inwoners is gelegen aan de rivier de Tsna. De stad ligt op 93 km van Tambov, de hoofdstad van de gelijknamige oblast. De stad werd gesticht in de zeventiende eeuw en kreeg in 1779 stadsrechten van Catharina de Grote. 

## Geboren in Tambov
- Vsevolod Bobrov (1922–1979), voetballer, bandy- en ijshockeyspeler

## Afbeeldingen

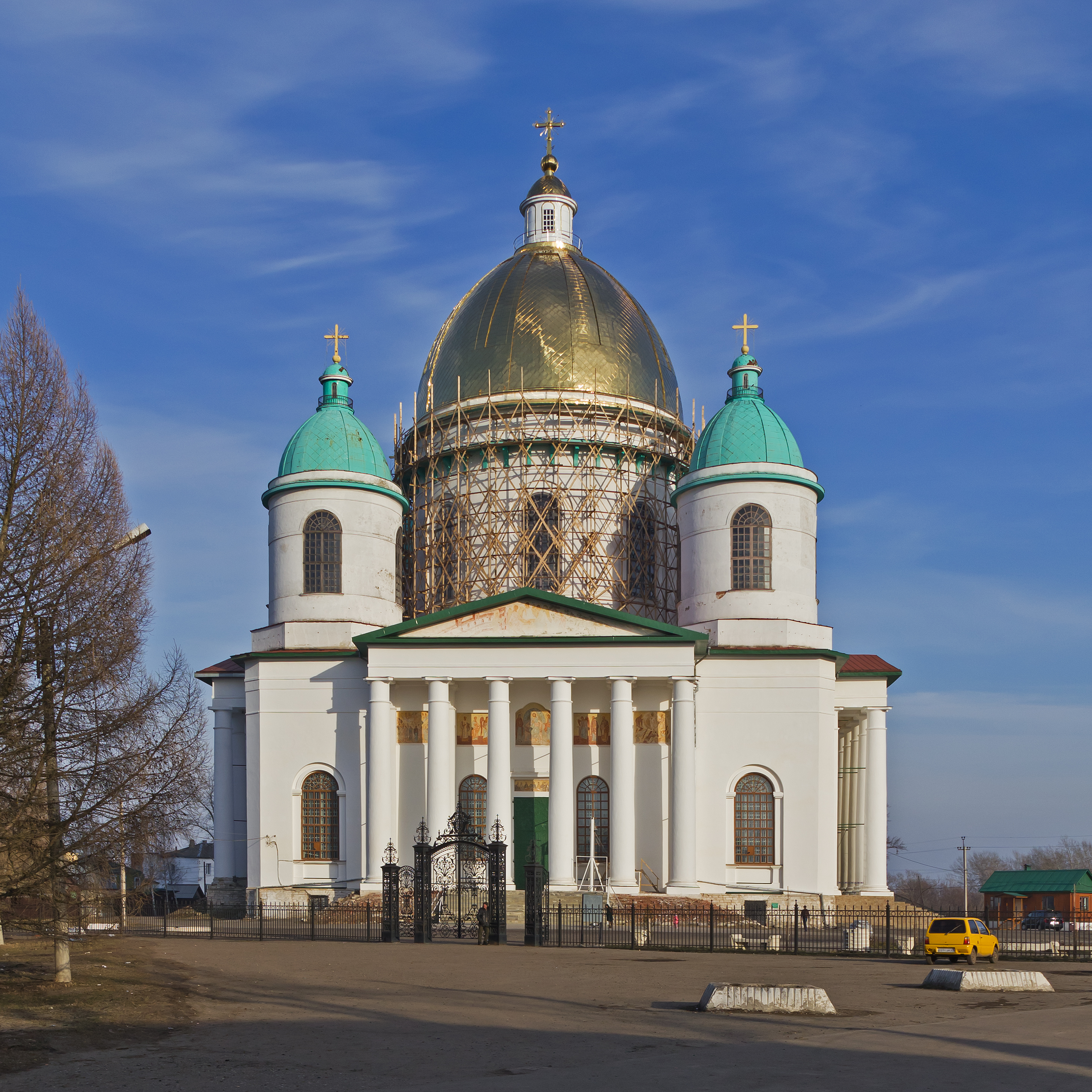
Drievuldigheids-kathedraal
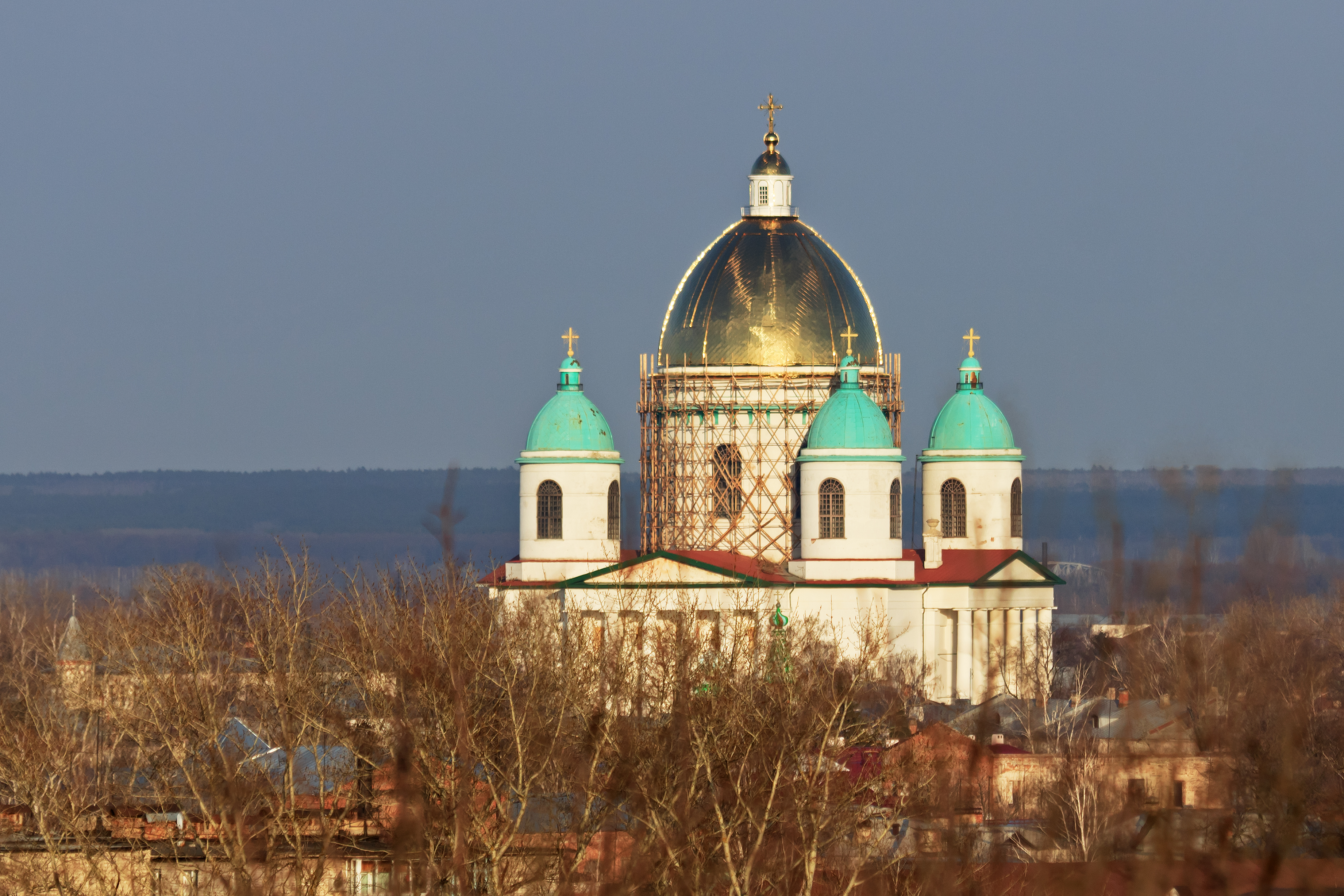
Drievuldigheids-kathedraal
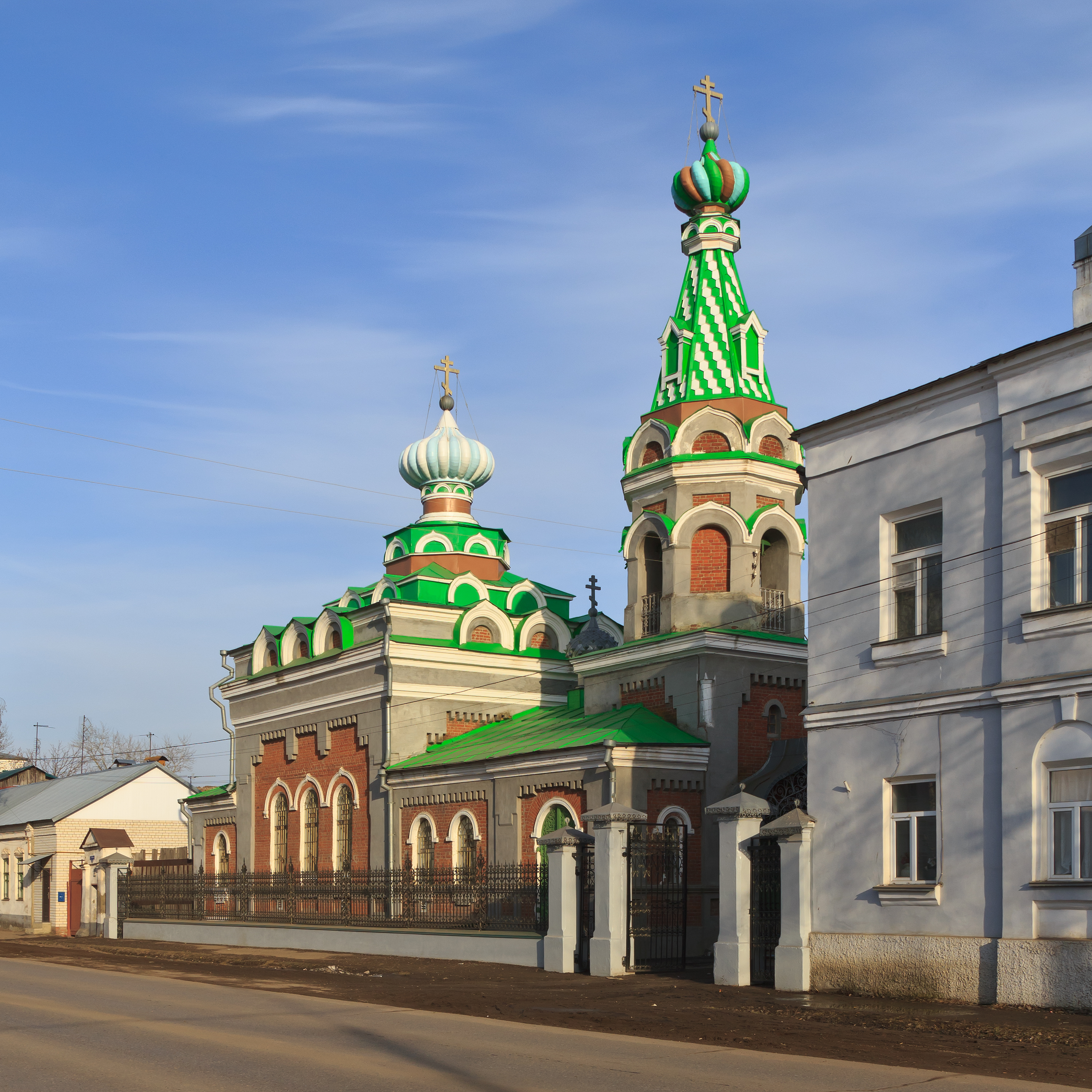
Tenhemelopnemingkerk
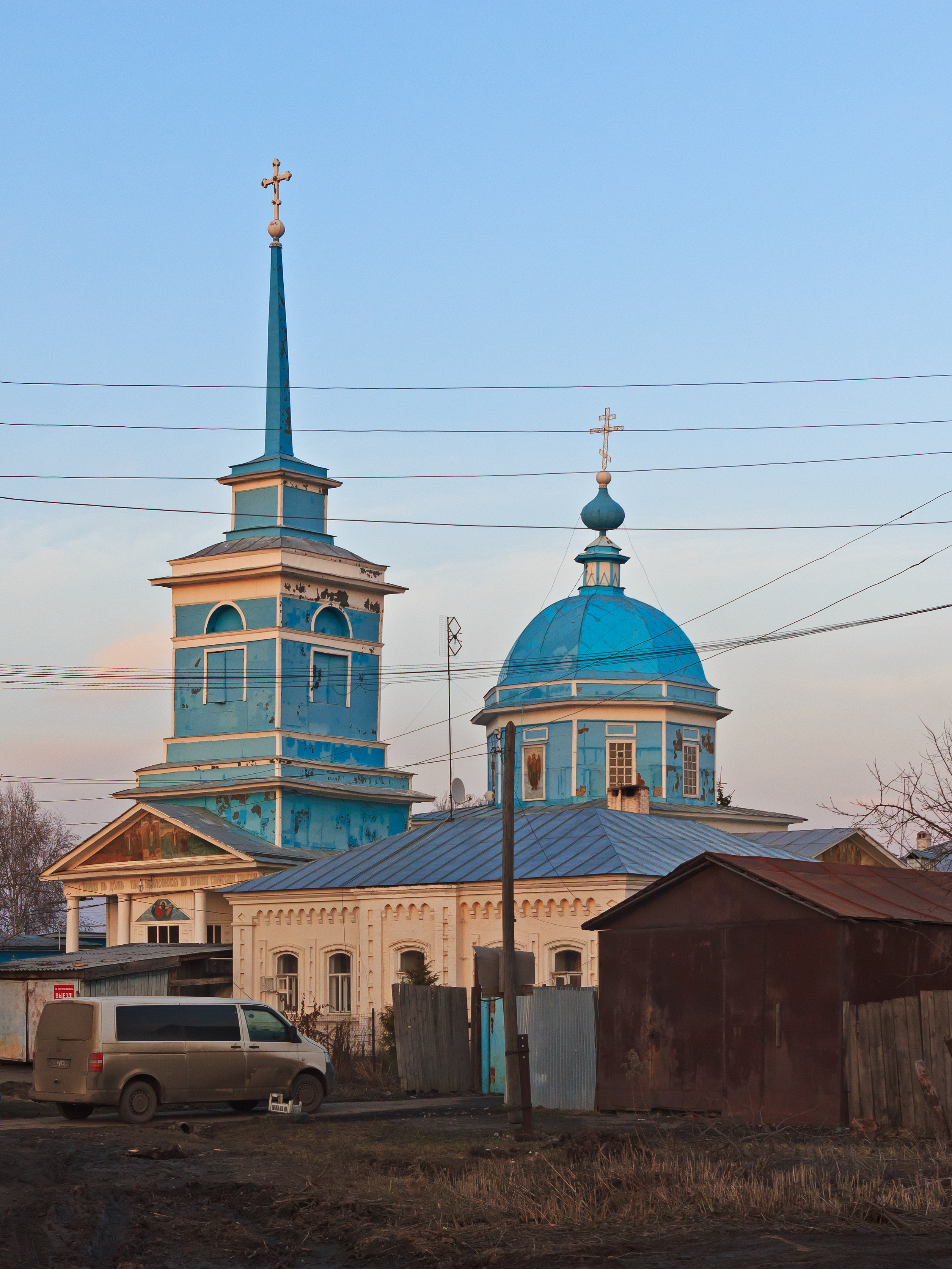
Sint-Nikolaas kerk